# Massacre de Bouar
- Bouca
- Gaga
- Bouar
- Massacre de Bouar
- Incendie de Camp Bangui
- 1er Massacre de Boali
- 2e Bangui
- Bossangoa
- Opération Sangaris
- Bozoum
- Massacre de Bohong
- Massacre de Bossembélé‎
- Massacre de Bossemptélé
- Massacre de Baoro
- 2e Massacre de Boali
- 1er Grimari
- 2e Grimari
- Boguila
- Batangafo

Le massacre de Bouar a lieu le 26 octobre 2013, lors de la guerre civile de Centrafrique.

## Déroulement
Le 26 octobre 2013, la ville de Bouar est visée par une attaque des groupes d'autodéfense Anti-Balakas. Vers 22 heures, une maison est désignée par une jeune habitant comme une cache d'anti-Balakas. Aussitôt deux hommes armés pénètrent dans la maison et ouvrent le feu. 
Le docteur Daniel Wea, médecin chef de la préfecture sanitaire, prend en charge les blessés à l'hôpital de Bouar et déclare :

« La nuit, vers 22h00, il y avait deux éléments armés, non identifiés, qui ont fait irruption sous prétexte qu'il y avait des éléments anti-Balakas qui se trouvaient dans la maison. Ils ont commencé à tirer à l’intérieur de la maison où se trouvaient des femmes et des enfants. Nous avons eu, au total, 30 victimes parmi lesquelles 18 décès et 12 blessés. »

Selon des témoignages d'habitants, les deux hommes auteurs du massacre, étaient des combattants de la Seleka.